# Crucero Arroyo de Chichigapan
Crucero Arroyo de Chichigapan är en ort i Mexiko.   Den ligger i kommunen Minatitlán och delstaten Veracruz, i den sydöstra delen av landet, 500 km öster om huvudstaden Mexico City. Crucero Arroyo de Chichigapan ligger 33 meter över havet och antalet invånare är 246.
Terrängen runt Crucero Arroyo de Chichigapan är platt. Runt Crucero Arroyo de Chichigapan är det ganska glesbefolkat, med 29 invånare per kvadratkilometer. Närmaste större samhälle är Carrizal Cinco de Febrero, 18,8 km sydväst om Crucero Arroyo de Chichigapan. Omgivningarna runt Crucero Arroyo de Chichigapan är en mosaik av jordbruksmark och naturlig växtlighet.